# روایت نلی
روایت نلی (انگلیسی: Nelly's Version) یک تله‌فیلم معمایی بریتانیایی است که در سال ۱۹۸۳ منتشر شد.

## بازیگران
- آیلین اتکینز
- آنتونی بیت
- باربارا جفورد
- برایان دیکن
- آن فیربنک
- مارشا فیتزالن
- هیو فریزر
- هیلتون مک‌ری
- سوزانا یورک